# ماتی (مجارستان)
ماتی (به مجاری:  Matty) یک شهرداری در مجارستان است که در ناحیه شیکلوش واقع شده‌است. ماتی ۱۶٫۹ کیلومتر مربع مساحت و ۳۶۹ نفر جمعیت دارد.